# Route principale 3 (Hongrie)
Pour les articles homonymes, voir Route 3.
 (janvier 2016).
Si vous disposez d'ouvrages ou d'articles de référence ou si vous connaissez des sites web de qualité traitant du thème abordé ici, merci de compléter l'article en donnant les références utiles à sa vérifiabilité et en les liant à la section « Notes et références ».
La route principale 3 (en hongrois : 3-as főút) est une route hongroise reliant Budapest à la frontière slovaque.

## Description
Elle part dans le prolongement de Kerepesi út à Budapest.
Puis elle se dirige dans une direction est-nord-est en traversant les villes de Gödöllő, Hatvan, Gyöngyös jusqu'à Emőd, en grande partie parallèlement à la route M3 (route européenne 71) et , puis tourne vers le nord, traverse Miskolc, parallèle à la rivière Hernád, elle se termine à la ville d'Encs a la frontière entre la Hongrie et la Slovaquie à Tornyosnémeti.
En Slovaquie, elle est prolongée par la .
La longueur totale de la route principale 3 est de 285 kilomètres.

## Tracé
| Km     | Agglomérations | Carte interactive |
| ------ | -------------- | ----------------- |
| 0 km   | Budapest       |                   |
| 19 km  | Kistarcsa      |                   |
| 33 km  | Gödöllő        |                   |
| 45 km  | Aszód          |                   |
| 59 km  | Hatvan         |                   |
| 80 km  | Gyöngyös       |                   |
| 122 km | Füzesabony     |                   |
| 134 km | Mezőkövesd     |                   |
| 163 km | Emőd           |                   |
| 168 km | Nyékládháza    |                   |
| 177 km | Miskolc        |                   |
| 183 km | Felsőzsolca    |                   |
| 194 km | Szikszó        |                   |
| 247 km | Tornyosnémeti  |                   |

## Galerie

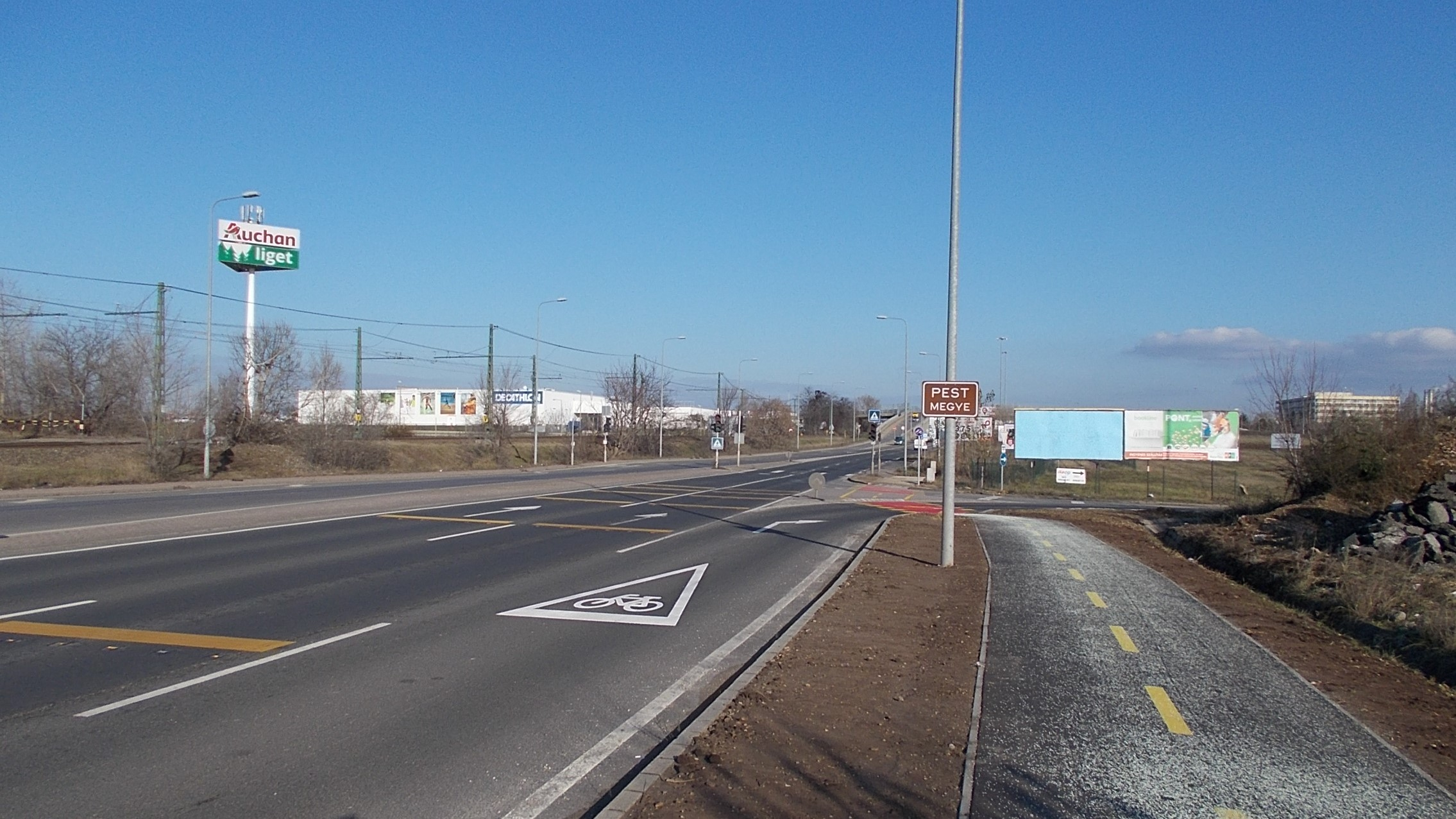
La route dans le 16e arrondissement de Budapest.
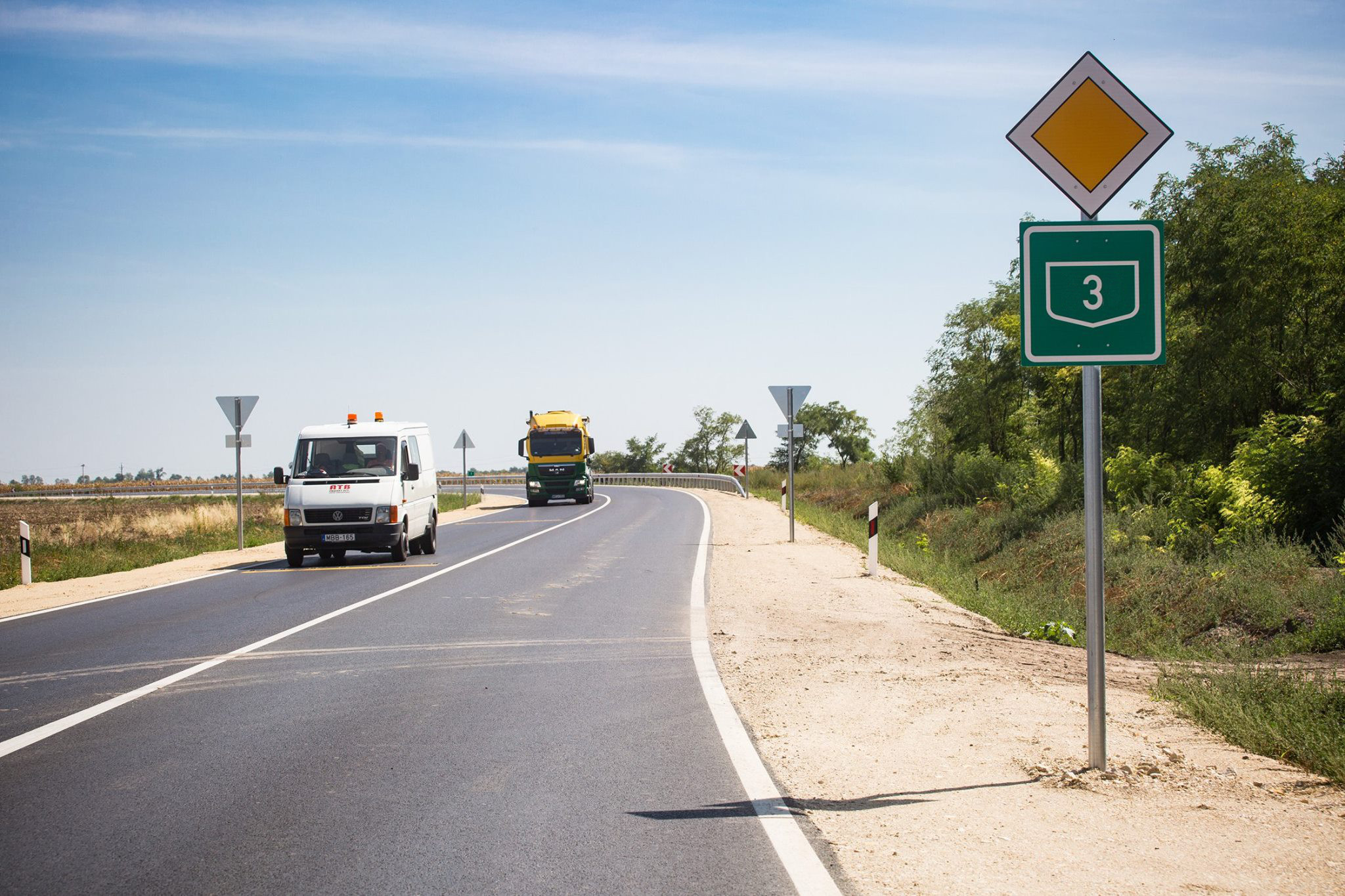
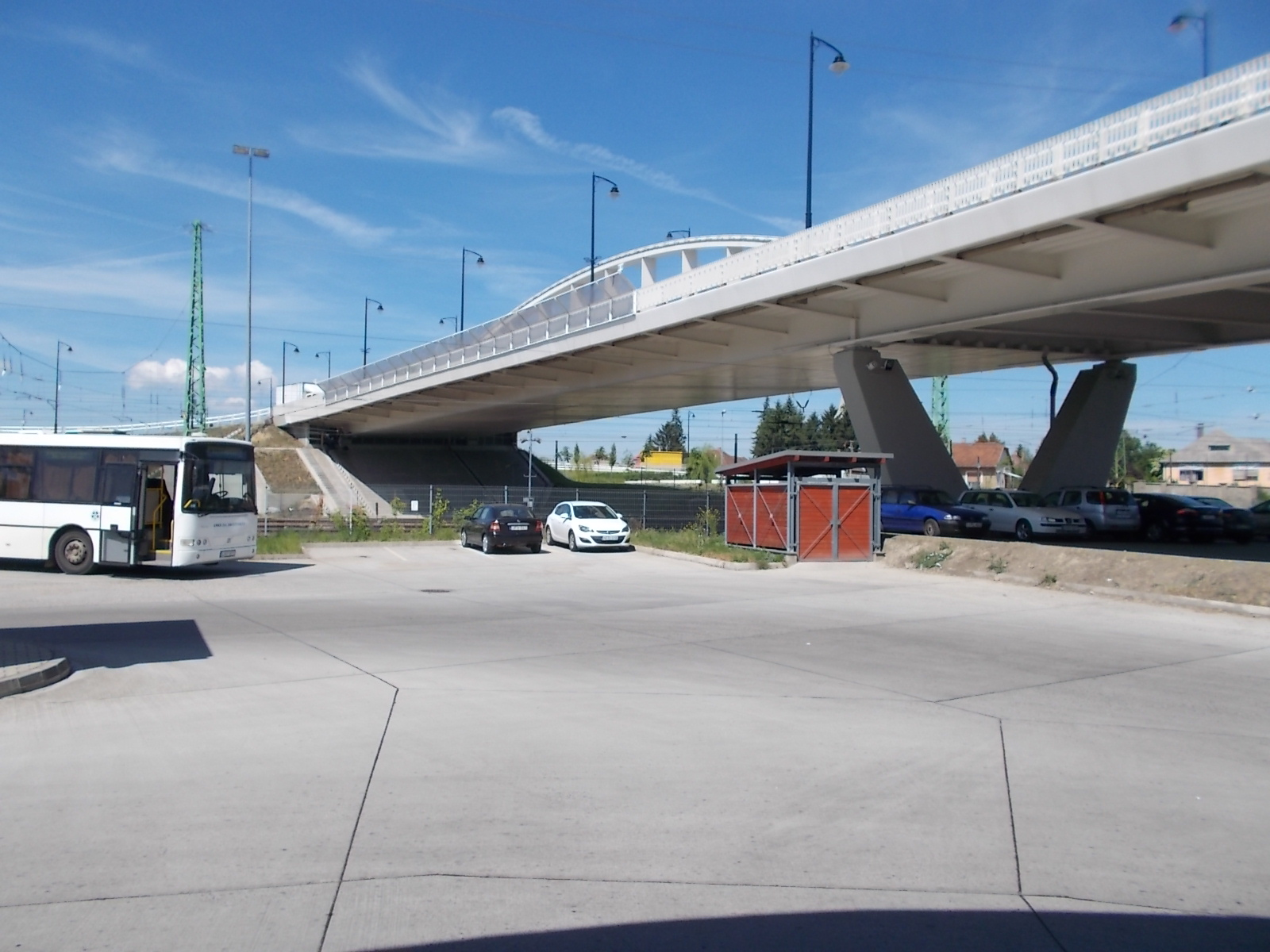
Pont de Meszlényi.